# صميمياء
صُمَيْماء أو كوتَنْدْيَة (الاسم العلمي: Cutandia)، جنس نباتات آسيوية ومتوسطية من فصيلة النجيلية. أعطانها الأصلية الأراضي الممتدة من البرتغال والرأس الأخضر إلى باكستان وكازاخستان.
الأنواع
- Cutandia dichotoma (Forssk.) Trab. - آسيا + أفريقيا من الجزائر إلى إيران
- Cutandia divaricata (Desf.) Benth. - جزر الكناري, إسبانيا, إيطاليا (بما في ذلك صقلية + سردينيا), المغرب, الجزائر, تونس, ليبيا
- Cutandia maritima (L.) Benth. - البحر الأبيض المتوسط, جزر الكناري
- Cutandia memphitica (Spreng.) Benth. - إسبانيا, شمال أفريقيا, جزر الكناري, الرأس الأخضر, الشرق الأوسط, القوقاز, شبه الجزيرة العربية, إيران, باكستان, أفغانستان, آسيا الوسطى
- Cutandia rigescens (Grossh.) Tzvelev - القوقاز, إيران, كازاخستان, أوزبكستان
- Cutandia stenostachya (Boiss.) Stace - اليونان + تركيا أُدخلت إلى الجزر الإيجية

أنواع وضعت سابقًا في الجنس
see Desmazeria Vulpiella
- Cutandia incrassata - Vulpiella stipoides
- Cutandia philistaea - Desmazeria philistaea
- Cutandia rohlfsiana - Desmazeria philistaea